# Коп-мыш
Коп-мыш или Коп-муш (также — Копмыш или Копмуш) (тур. kopmuş) — низкий мыс в Турции, при городе Хопа, в иле Артвин.
Мыс образовался от обвала горы Султан-Селим, на берегу Чёрного моря, в 18 верстах = 19,20 км. (по другой версии 26 в. = 27,73 км) к западу от города Батуми.
У этого мыса начиналась юго-западная граница Кавказского края и государственная граница Российской империи с малоазиатскими провинциями Османской Турции.